# Iaia (Abaiang)
Iaia ist eine unbewohnte Insel, die zum Atoll Abaiang in den Gilbertinseln in der Republik Kiribati gehört.

## Geographie
Iaia ist ein Motu im Nordwesten der Riffkrone. Zusammen mit Taete bildet die Insel den Übergang zwischen Ribono und der Hauptinsel Teiro.